# Сврљиг
Сврљиг (до 1904. Дервен) је градско насеље и седиште истоимене општине у Нишавском округу. Према попису из 2022. било је 6.762 становника.
Овде се налазе основна школа „Добрила Стамболић”, Средња школа „Душан Тривунац Драгош” и црква Светих цара Константина и царице Јелене у Сврљигу.

## Име
Сврљиг је било средњовековно утврђење које се први пут помиње 1019. године у повељи византијског цара Василија II Македонца (976-1025). Његови остаци налазе се изнад клисуре Сврљишког Тимока, између данашњих места Нишевац и Варош, северно од данашњег места Сврљиг. Средиште Сврљишког среза пренето је 1871. године из Нишевца у Дервен, који је 9. децембра 1904. године добио статус варошице и том приликом му је име званично промењено у Сврљиг.
Што се пак етимологије имена Сврљиг тиче, још увек нема општеприхваћеног тумачења. Постоји неколико занимљивих претпоставки. Константин Јиричек сматра да је име Сврљиг упадљиво несловенско име и значи на румунском бркицу (Гобио флувиатилис), "речну рибицу", "изгледа да је та реч остатак из мрачког, из кога су позајмљена уопште тако многа имена животиња и биља у језицима Полуострва".
Према Милану А. Костићу, на румунском Сврљиг значи рибу "мрен" (=зврљуга).
"И данас се у Тимоку код Сврљига налази риба мрен". Феликс Каниц је мишљења да је "Isdril турски начин писања за 'Ждрелo', као што је Isladija – Слатина, Isnebol-Снепоље, Isferlik-Сврљиг".  Подсетимо се једног записа из XVI века Хаџи Калфе Челебије: "Esferlik (Исферлик – Сврљиг), кадилук близу Видина", поред кога је " Бања, обично позната под именом Esferlik Banjasi (Сврљишка Бања), кадилук".
Стојан Новаковић у коментару овога записа Челебије напомиње да у Пожаревачком уговору који је закључен јула 1718. године између Аустрије и Турске, као једна тачка уговора стоји реченица: "у границама Сврљишка Бања, према турском називању латински записане Isperlech-banea ", а у Годишњици Николе Чупића се додаје: "Када су Турци чули за пад Бање, напустили су сами и Sperlickае (ако не буде Сврљиг) и Књажевац''.
Занимљиво је да се Петар Скок није позабавио етимологијом термина "Сврљиг". Разлог није тај што је просто заобишао овај крај. Да је ово друго по средини не би у свом обимном тротомном речнику обрадио име невеликог села крај Сврљига-"Бучум"!
Дакле, добро је познавао овај крај, али за термин "Сврљиг", како изгледа није пронашао прихватљиво научно-језичко објашњење.
Најзад, могуће је и то да приређивачи његовог Рјечника нису били кадри да "до краја" кокретно презентују материјал овога угледног лингвисте.
Питању тумачења термина "Сврљиг" у новије време дао је свој прилог, лингвиста Александар Лома који сматра да је предложено тумачење имена Сврљиг од румунског zvirluga = "јегуља", "неуверљиво" јер не постоје паралеле. И он подсећа на стари запис који смо горе навели, да је прво словенско помињање термина "Сврљиг" из 1019. године, у форми "Sfeligovos – без – r ! – на основу кога се може предложити словенска етимологија (уп. пољ. топним Swielugovo од ЛИ Swielug, обоје потврђено у XV в.: Nieckula 208) или извођења из имена Јустинијанове тврђаве у области Ремисијане Spelonka (лат. спелунца "пећина": под рушевинама сврљишког града доиста има велика пећина)". И у другом свом раду Лома покреће исто питање, проширујући сада аргументацију. Одбацујући познату Јиричекову тезу да уне звирлуга представља "врсту рибе: риба Гобио" Лома додаје да то тумачење треба одбацити једноставног разлога што се једно "утврђење" тешко може означити именом једне рибе? најзад, он сматра да "румунска реч није реликт из трачкога, како Јиричек мисли, већ је словенска". И речи "врљуга" и "врљугати" означавају: кретати се тамо-амо. "Битно је, међутим, то што име, које су у његовом облику среће од краја XII века (град Сврљлигљ, Pamtky), у његовом првом помињању иy 1019. не садржи никакво – p -, па наводи даљње његове еквивалентне у словенској топонимији: пољски Swielugovo (XV век) као лично име Swielug.
Ломи је, такође, блиска претпоставка, коју су и наши археолози прихватили, да је град Сврљиг био један од важних градова у доба Јустинијана, дакле, с почетком VI века "Уосталом Сврљиг се убраја у најстарија и најважнија утврђења у ширем окружењу, што је близу претпоставке, да се налазио на усамљеном месту као један од бројних кастела, које је Јустинијан подигао или порушене утврдио на подручју почев од градова Naissus, Remesian и Аquае". Једном речи, још није сасвим задовољавајуће искристалисано тумачење етимологије термина "Сврљиг".
Првих деценија 19. века, посебно око Хатишерифа, руског и турског нацрта врло се често помиње Сврљиг у синтагми ''Сврљиг-Бања''. Свакако, због Бањице код Нишевца, где је и био део градског становништва. Исти израз налазимо и у студији Мих. Гавриловића, посебно у Прилозима књиге о Милошу Обреновићу. Најпре, у првој књизи, у Прилогу IX утврђују се јужне границе Србије, од Босне до Дунава, и додаје: ''3. Границе ослањајући се на Букурестски трактат положите, од босанске стране реком Дрином… 12. преко села Суповца у реку Тополницу. 13. реком Тополницом у Копај-Кошару (!), 14. у село Грамаду, 15. реком Тимоком на Сврлиг-Бању, Гургусовац и даље до устију куда утиче Тимок у Дунав''. Затим, у тексту Наставленија депутација народној серпској сверху стоји, поред осталог, да ће будуће границе бити, под тачкама ''13. – Тополницом у Копај-Кошару. 14. – у село Грамаду. 15. – реком Тимоком на Сврлиг-Бању'' и даље. Име се понвља и у Прилогу на стр. 573, где се говори о границама кој треба поставити 1813. године. Каже се и које су то нове границе Србије: ''а) Краинскаго узда, что между Дунаем и Тимоком, б) Тимоксаго узда, заклочаошаго округи: Гургусовац и Сврлик-Бано...'' (стр. 573). Најзад, и у Прилогу Х под називом Руски пројект хами-шерифа за Србију предат Порти 1 маја 1930. године, налазимо исти израз Сврљиг-Бања.
''4. Повраћеније 6 нахија. Нахије: Крајинска, Тимочка с Гургусовцем и Сврлик-Бањом, Параћинска с Ражњем и Алексинцем, Крушевачка, Старовлашка с Пазаром, и нахија Дринска, састављаше 1813 године части Сербије, биће јој повраћене тако да ће Србија у напредак ове границе имати'' (стр. 594). Како видимо, не само термин Сврљиг-Бања, већ се из нацрта види како је после Првог српског устанка са Портом било договорено да ових 6 нахија, заједно са Сврљигом, буде у саставу Кнежевине Србије.
Поменимо и то да се у Прилогу XVII: Хатишериф султански од првог дана месеца реџепа 1249 год. или м-ца нојембрија 1833 који испуњава права Сербије, предаје Сербији одтргнуте предјеле и поставновљава Данак утврђен, у наставку описују предели који улазе у састав Кнежевине Србије 1833, где већ фигурира термин Сврљиг, сада без Бање, што ће, углавном, остати и надаље, будући да је Бања код Нишевца изгубила свој ранији, термални значај.

## Сврљишка жупа као центар писмености и културе у доба Немањића
Сврљиг је у верском погледу био позната жупа у средњем веку, о чему засигурно сведоче чувени Сврљишки одломци јеванђеља, који су написани 1279. године управо у граду Сврљигу. Јиричек помиње да су у Нишу ''у његоворј епископији била 4 места: Мокро, Комплос, Топлице и скоро неприступачна град Сврљиг на Тимоку''. И на другом месту Јиричек понавља став о организацији цркве у Нишкој епископији, напомињући да је реч о ''Нишу (са Топлицом и Сврљигом)''. Није отуд случајно што је М. Ђ. Милићевић забележио да ''највише школе има, дакле, срез тимочки, а највише богомоља срез сврљишки''. И други аутори указују на важност Сврљишке жупе, будући да се та ''жупа наводи и у географском списку жупа и градова који се набрајају у повељама византијског цара Василија II од 1019 – 1020. године'', о чему веома документовано говори Стојан Новаковић. Феликс Каниц у већ цитираној монографији о Србији примећује да је ''Ниш од давнина био седиште једне велике епархије, која је на почетку XIII века обухватала области Нишаве, Мокрог, Комплоса, Топлице и Сврљига''. Што се Повеље, Хрисовуље византијског цара Василија II, из 1019. године тиче, она гласи: ''тј. заповедамо да има епископ Нишки у самом Нишу и у Мокроме и у Комплу и у Топлици и у Свелигову 40 клирика и 40 мерпоаха''.
Овим поводом Стојан Новаковић каже: ''На послетку да је Сврљиг помишљали су сви који су до сад што су писали о повељи. Град Сврљиг помиње се међу градовима које је освојио Стеван Немања. Познат је запис на одломцима листова Сврљишког Јеванђеља, који нас учи да је 1279. Константин граматик, прозван Војсил граматик, те године писао јеванђеље у граду Сврљигу при нишком епископу Никодиму за презвитера Георгија. Сврљиг је у горњем току Тимока (који се на њему зове Сврљишки Тимок), на североисток од Ниша, од Дервена низ Тимок. И сад се разликује град (развалина) и Варош и Палилилуа село. По томе се познаје да је ту дуго времена, и за Турака, било средиште жупе Сврљига и онога што је под њу потпадало''.
Петар Ђорђић (1990: 85-56) је сасвим изричит: веома је мали број ''рукописних књига у којима је означена и година њихова настанка. Таквих је књига из XIII века веома мали број, свега их је пет'', па поред других на четвртом месту наводи ''Сврљишке однломе јеванђеља. Писани 1279. године у Сврљигу. Сачувано свага 11 листова. Налазе се у Архиву Српске академије наука и уметности''. Писац, тачније преписивач Војсил Граматик је на крају Јевађеља забележио:
''У име Оца и Сина и Духа Светога, ја слуга божји Константин Чатац, а звани Војсил Граматик, написах ове књиге свештенику Георгију, а званом Радославу, у граду Сврљигу, за владања цара Иваила, и у време епископа нишког Никодима, године 6787 (тј. 1279), индикта седмога, када Грци опседаху град Трново. Молим вас оци и браћо, до кога дођу ове књиге. читајте исправљајући их, а мене грешнога не преокревајте већ бре благосиљајте, да и вама Бог опрости и Превета Његова Мати амин амин амин''.
У најкраћем, историја Града Сврљига, од античке епохе до седишта среза у Српској држави, затим, варошице у Краљевини Србији од 1904. године, може се, условно, заокружити на четири епохе: Римски кастел ( од I до VI века н. ере), Византијски град и град Немањићке Србије (од VI до XV века н. ере), Турска варош (од XVI до XVIII века н. ере) и Среско место нове српске државе (од XIX до XX века н. ере).

## Успон Сврљига између два светска рата
Указом краља од 9. децембра 1904. године насеље је добило статус варошице и садашње име Сврљиг. У насељу се од 1871. налази седиште Среза Сврљишког, срез сврљишки је према попису из 1885. имао 23.284 становника са 3.192 домаћинства. За двадесет година, од 1836. године када је имао 16.824, срез се повећао близу 7.000 становника. Крајем XIX века на челу среског начелства налазио се Мирко Ђунић, док је срески економ био Петар Јелић, а срески лекар др Драгољуб Поповић. У то време народни посланик из сврљишког среза био је Ђорђе Благојевић, земљоделац из села Бурдима, а једно време био је Петар Дикић. Сврљишки срез је административно подељен на 18 општина. Он се почео нагло развијати од 1833. године, после прикључења сврљишке нахије Кнежевини Србији, када су почеле са радом основне школе у Црнољевици 1852, Св. Арханђелу 1864, Манојлици и Извору 1875, у Дервену од 1886, Лалинцу 1886. и Грбавчу 1898.године. Ученици имућнијих породица настављали су су школовања углавном у гимназијској реалки у Књажевцу чијем је округу Сврљиг административно припадао све до 1896. године.
Основна школа у Дервену најпре је била у згради коју је купио Љубомир Голубовић, потом је била саграђена нова школа, касније прозвана "Кнез Арсен". Узгред, Љуба Голубовић је познати предратни трговац, родом из Белоиња, из села из кога се пре Првог св. рата доселио у Сврљиг Илија Петковић, трговац.
Дервен који је 1904. преименован у варошицу, почео се развијати по угледу на друге паланке у овом делу Србије. Црквена служба за становнике Дервена претежно је обављана у Црнољевици, јер је тек 1928. године довршена црква у самом Сврљигу.

## Демографија
У насељу Сврљиг живи 6247 пунолетних становника, а просечна старост становништва износи 38,3 година (37,3 код мушкараца и 39,2 код жена). У насељу има 2428 домаћинстава, а просечан број чланова по домаћинству је 3,17.
Ово насеље је великим делом насељено Србима (према попису из 2002. године), а у последња три пописа, примећен је пад у броју становника.
|             | \| Демографија[6] \| Демографија[6] \| Демографија[6] \| \| Година \| Становника \| Становника \| \| -------------- \| -------------- \| -------------- \| \| 1948. \| 1.296 \| \| \| 1953. \| 1.646 \| \| \| 1961. \| 2.012 \| \| \| 1971. \| 3.486 \| \| \| 1981. \| 5.728 \| \| \| 1991. \| 7.421 \| 7.296 \| \| 2002. \| 7.705 \| 7.955 \| \| 2011. \| 7.553 \| \| \| 2022. \| 6.762 \| \| |            |
| Демографија | |            |
| Година      | Становника | Становника |
| 1948.       | 1.296 |            |
| 1953.       | 1.646 |            |
| 1961.       | 2.012 |            |
| 1971.       | 3.486 |            |
| 1981.       | 5.728 |            |
| 1991.       | 7.421 | 7.296      |
| 2002.       | 7.705 | 7.955      |
| 2011.       | 7.553 |            |
| 2022.       | 6.762 |            |

| Етнички састав према попису из 2002.‍ | Етнички састав према попису из 2002.‍ | Етнички састав према попису из 2002.‍ | Етнички састав према попису из 2002.‍ | Етнички састав према попису из 2002.‍ |
| ------------------------------------ | ------------------------------------ | ------------------------------------ | ------------------------------------ | ------------------------------------ |
|                                      |                                      |                                      |                                      |                                      |
| Срби                                 | Срби                                 |                                      | 7.475                                | 97,01%                               |
| Роми                                 | Роми                                 |                                      | 69                                   | 0,89%                                |
| Црногорци                            | Црногорци                            |                                      | 11                                   | 0,14%                                |
| Македонци                            | Македонци                            |                                      | 7                                    | 0,09%                                |
| Бугари                               | Бугари                               |                                      | 7                                    | 0,09%                                |
| Југословени                          | Југословени                          |                                      | 4                                    | 0,05%                                |
| Словенци                             | Словенци                             |                                      | 2                                    | 0,02%                                |
| Руси                                 | Руси                                 |                                      | 2                                    | 0,02%                                |
| Албанци                              | Албанци                              |                                      | 2                                    | 0,02%                                |
| Хрвати                               | Хрвати                               |                                      | 1                                    | 0,01%                                |
| Румуни                               | Румуни                               |                                      | 1                                    | 0,01%                                |
| непознато                            | непознато                            |                                      | 112                                  | 1,45%                                |

| \| \| м \| \| \| ж \| \| ? \| 28 \| \| \| 34 \| \| 80+ \| 34 \| \| \| 72 \| \| 75—79 \| 57 \| \| \| 85 \| \| 70—74 \| 88 \| \| \| 128 \| \| 65—69 \| 148 \| \| \| 169 \| \| 60—64 \| 187 \| \| \| 193 \| \| 55—59 \| 233 \| \| \| 213 \| \| 50—54 \| 419 \| \| \| 361 \| \| 45—49 \| 406 \| \| \| 396 \| \| 40—44 \| 275 \| \| \| 277 \| \| 35—39 \| 228 \| \| \| 267 \| \| 30—34 \| 267 \| \| \| 244 \| \| 25—29 \| 288 \| \| \| 285 \| \| 20—24 \| 321 \| \| \| 294 \| \| 15—19 \| 271 \| \| \| 256 \| \| 10—14 \| 219 \| \| \| 209 \| \| 5—9 \| 208 \| \| \| 187 \| \| 0—4 \| 202 \| \| \| 156 \| \| Просек : \| 37,3 \| \| \| 39,2 \| |      |  |  |      |
| |      |  |  |      |
| | м    |  |  | ж    |
| ? | 28   |  |  | 34   |
| 80+ | 34   |  |  | 72   |
| 75—79 | 57   |  |  | 85   |
| 70—74 | 88   |  |  | 128  |
| 65—69 | 148  |  |  | 169  |
| 60—64 | 187  |  |  | 193  |
| 55—59 | 233  |  |  | 213  |
| 50—54 | 419  |  |  | 361  |
| 45—49 | 406  |  |  | 396  |
| 40—44 | 275  |  |  | 277  |
| 35—39 | 228  |  |  | 267  |
| 30—34 | 267  |  |  | 244  |
| 25—29 | 288  |  |  | 285  |
| 20—24 | 321  |  |  | 294  |
| 15—19 | 271  |  |  | 256  |
| 10—14 | 219  |  |  | 209  |
| 5—9 | 208  |  |  | 187  |
| 0—4 | 202  |  |  | 156  |
| Просек : | 37,3 |  |  | 39,2 |

| Година пописа     | 1948. | 1953. | 1961. | 1971. | 1981. | 1991. | 2002. |
| ----------------- | ----- | ----- | ----- | ----- | ----- | ----- | ----- |
| Број домаћинстава | 383   | 437   | 596   | 1.161 | 1.739 | 2.256 | 2.428 |

| Број чланова      | 1   | 2   | 3   | 4   | 5   | 6   | 7  | 8 | 9 | 10 и више | Просек |
| ----------------- | --- | --- | --- | --- | --- | --- | -- | - | - | --------- | ------ |
| Број домаћинстава | 302 | 544 | 601 | 623 | 187 | 135 | 22 | 9 | 2 | 3         | 3,17   |

| Пол    | Укупно | Неожењен/Неудата | Ожењен/Удата | Удовац/Удовица | Разведен/Разведена | Непознато |
| ------ | ------ | ---------------- | ------------ | -------------- | ------------------ | --------- |
| Мушки  | 3.250  | 834              | 2.234        | 110            | 57                 | 15        |
| Женски | 3.274  | 542              | 2.244        | 363            | 110                | 15        |
| УКУПНО | 6.524  | 1.376            | 4.478        | 473            | 167                | 30        |

| Пол    | Укупно                    | Пољопривреда, лов и шумарство | Рибарство                            | Вађење руде и камена | Прерађивачка индустрија       |
| ------ | ------------------------- | ----------------------------- | ------------------------------------ | -------------------- | ----------------------------- |
| Мушки  | 1.557                     | 73                            | 0                                    | 4                    | 738                           |
| Женски | 1.143                     | 43                            | 0                                    | 0                    | 599                           |
| Укупно | 2.700                     | 116                           | 0                                    | 4                    | 1.337                         |
|        |                           |                               |                                      |                      |                               |
| Пол    | Производња и снабдевање   | Грађевинарство                | Трговина                             | Хотели и ресторани   | Саобраћај, складиштење и везе |
| Мушки  | 38                        | 90                            | 122                                  | 29                   | 85                            |
| Женски | 6                         | 29                            | 139                                  | 26                   | 7                             |
| Укупно | 44                        | 119                           | 261                                  | 55                   | 92                            |
|        |                           |                               |                                      |                      |                               |
| Пол    | Финансијско посредовање   | Некретнине                    | Државна управа и одбрана             | Образовање           | Здравствени и социјални рад   |
| Мушки  | 13                        | 33                            | 111                                  | 42                   | 57                            |
| Женски | 10                        | 4                             | 46                                   | 58                   | 111                           |
| Укупно | 23                        | 37                            | 157                                  | 100                  | 168                           |
|        |                           |                               |                                      |                      |                               |
| Пол    | Остале услужне активности | Приватна домаћинства          | Екстериторијалне организације и тела | Непознато            | Непознато                     |
| Мушки  | 24                        | 0                             | 0                                    | 98                   | 98                            |
| Женски | 14                        | 0                             | 0                                    | 51                   | 51                            |
| Укупно | 38                        | 0                             | 0                                    | 149                  | 149                           |

## Спорт
- ФК Сврљиг, клуб је основан 1926, а тренутно се такмичи у Зони центар.

## Манифестације
Сврљиг је место одржавања бројних манифестација.
Белмужијада
У Сврљигу се сваког августа одржава Белмужијада, манифестација посвећена белмужу, традиционалном сврљишком специјалитету старом српском јелу. Белмужијада је значајна привредно туристичка и културна манифестација која првог викенда августа привуче више десетина хиљада гостију из земље и иностранства. Одржава се на спортском центру „Пастириште“ од 2006. године. У току трајања Белмужијаде посетиоци могу дегустирати најукуснија традиционална јела, пратити процес прављења белмужа и пробати овај најукуснији пастирски специјалитет. На многобројним штандовима постављеним на градском стадиону изложене су најлепше рукотворине домаће радиности, сврљишка народна ношња, традиционална јела...
Сваке године бирa се најлепша пастирица и пастир, најбољи гастрономски производи и етно штандови. Екипе се такмиче у многим пастирским играма: надвлачења конопца, бацања камена с рамена и скока у даљ.
За посетиоце је припремљен богат музичко-забавни програм који обухвата учешће домаћих вокалних извођача изворних песама, фолклора из Сврљига, Ниша, Бугарске, Македоније, Грчке, гајдаша из наше и околних земаља, концерата познатих певача и група.
Дани Гордане Тодоровић
Манифестација Дани Гордане Тодоровић у српској књижевности заузима завидно место и има велики значај за развој модерне српске поезије. Представља традиционалну књижевну манифестацију која се одржава од 1982. године. Посвећена је имену и делу ове рано преминуле сврљишке песникиње која у српској књижевности заузима завидно место. Манифестација је најпре била југословенског карактера и носила је назив Горданино пролеће.
Ликовна колонија Ars Timacum
Ликовна колонија Ars Timacum основана са циљем да афирмише ову уметност, одржава се у континуитету од 2002. године. Од оснивања до данас на колонији је учествовао велики број сликара из различитих крајева некадашње Југославије, иностранства као и уметника из завичаја. Захваљујући њој формиран је импозантан ликовни фонд који данас чини око 350 дела значајне уметничке вредности. Суштински је утицала на развој локалне заједнице из које је изникао завидан број младих ликовних уметника, али и Удружење ликовних стваралаца Timaкumus.
Видовдански турнир у малом фудбалу
Најстарија спортска манифестација која се одржава у сврљишком крају и најдуговечније такмичење тог типа у Србији је Видовдански турнир у малом фудбалу који се без прекида организује од 1957. године. Турнир одликују сјајна атмосфера и такмичарски дух.
Сабор гајдаша балканских земаља је јединствена манифестација као смотра народног стваралаштва и извођачких достигнућа гајдаша из Србије и суседних земаља. Циљ манифестације је сачувати од заборава овај стари музички инструмент, изворни мелос и специфичност српске културе уопште. Одржава се од 2006. године у време Белмужијаде као посебна манифестација.
Јанијада
Манифестација Јанијада представља такмичење у припремању јаније, традиционалног народног јела од младог јагњећег и овчјег меса. Одржава се од 2013. године у селу Луково, где посетиоци могу да пробају још један од трационалних сврљишких специјалитета. Ово је прилика да се гости упознају са лепотама сврљишког краја, уз пригодан забавни програм са акцентом на изворну музику. Домаћин ове манифестације је признати уметник, Драгослав Михајловић Канаринац рођен у овом селу.
Дечји фестивал заузима значајно место у културном програму Сврљига. Подстичући и развијајући дечју машту и креативност у потпуности је посвећен најмлађима. Поред тадиционалног маскенбала, на дечјем фестивалу се одржавају и  концерти дечјих музичких група, позоришне представе, спортске игре, али и такмичења најмлађих у певању, плесу и свирању. Фестивал се одржава у градском парку, а од 2015. године локација одржавања фестивала измештена је на простор Купалишног комплекса у Сврљигу.
Божићни фестивал, традиционална манифестација која се одржава од 2007. године у периоду од 25. децембра до 8. јануара. Препознатљив је по активностима које имају за циљ да забаве, активирају младе и обогате културни живот Сврљига, али има и хуманитарни карактер. Кићење јелке, дружења са Деда Мразом, аукцијске продаје радова, позоришне представе и игре за децу, маскенбал, караоке, концерти фолклорних друштава, ревије народне ношње, књижевне вечери, концерти музичких група, само су нека од дешавања у оквиру Фестивала. Сва средства која се прикупе током фестивала уплаћују се у хуманитарне сврхе.